# Neslýchané!
Neslýchané! (2011) je sedmé studiové album skupiny Traband. Obsahuje intro a 11 písniček. Spolu s albem vyšlo v jednom obalu i DVD Neslyšené, které obsahuje 12 písniček z alb Hyjé!, Přítel člověka, Domasa a Neslýchané tlumočených do znakového jazyka. Klipy na DVD natočil Tomáš Zeno Václavík.
Jedním z pracovních názvů byl i Posluchači z Prahy.
Šest písniček na albu zbylo po nahrávání předchozí desky Domasa (2010).
Některé písničky z alba jsou o konkrétních lidech, často z Žižkova, kde Jarda Svoboda do nedávna bydlel, např. prodavačka z písničky Paní z koloniálu (tematicky k těmto písničkám patří i Kalná řeka z předchozího alba). Písnička Taková ženská je o Dagmar Tauchenové, která v roce 2009 přepadla vězeňskou eskortu a osvobodila svého muže Pavla Tauchena.

## Seznam písniček
1. Déjà vu – 0:40
2. Moji učitelé – 3:32
3. Taková ženská – 4:32
4. Princezna Lada – 4:04
5. Takovej pán – 4:57
6. Paní z koloniálu – 3:34
7. Vetřelec – 3:55
8. Romeo a Julie po deseti letech – 2:50
9. Posluchač z Prahy – 4:20
10. Deža ví – 4:32
11. Muž, který sázel stromy – 4:19
12. Kámen v botě – 6:32

## Seznam písniček na DVD
1. Tichý muž (z alba Přítel člověka) – tlumočí Naďa Dingová
2. Bez tíže (z alba Domasa) – tlumočí Veronika Chladová
3. Ve zlatém kočáře (z alba Hyjé!) – tlumočí Alan Ptáček
4. Moji učitelé (z alba Neslýchané!) – tlumočí Marie Basovníková a Zuzana Hájková
5. Nad Koločavou (z alba Domasa) – tlumočí Andrea Kalců
6. O malém rytíři (z alba Hyjé!) – tlumočí Marie Basovníková, Zuzana Hájková a Kateřina Červinková-Houšková
7. Jdu krajinou (z alba Přítel člověka) – tlumočí Alan Ptáček
8. Mraky (z alba Hyjé!) – tlumočí Andrea Kalců
9. Vlaštovky (z alba Přítel člověka) – tlumočí Marie Basovníková a Jindřich Mareš
10. Ve stejném okamžiku (z alba Přítel člověka) – tlumočí Kateřina Červinková-Houšková
11. Co se v mládí naučíš (z alba Domasa) – tlumočí Naďa Dingová a Kateřina Červinková-Houšková
12. Černej pasažér (z alba Hyjé!) – tlumočí Veronika Chladová

## Obsazení
- Traband
  - Jarda Svoboda – zpěv, kytary, baskytara, harmonium, klávesy
  - Jana Kaplanová – zpěv, trumpeta, harmonium, klávesy, metalofon (12)
  - Václav Pohl – zpěv, bicí, perkuse, toy piano
  - Robert Škarda – tuba, suzafon, baskřídlovka (3)
- hosté
  - Lucie Redlová – mandolína (8 a 11), sbor (10)
  - Jakub Sejkora – housle (7 a 11)
  - Martin Černý – teremin (7), tin whistle (11)
  - Ema Pohlová – vyjmenovaná slova (2)
  - Kristýna Trojanová – sbor (10)
  - Dětský sbor Smažáčci: Ema Pohlová, Valerie Kuželová, Nathan Kužel, David Mader (5)